# Joan E. Biren
Joan E. Biren o JEB (Washington D. C., 1944) es una artista documental estadounidense reconocida internacionalmente. Su trabajo fotográfico y cinematográfico ha sido una crónica de las vidas de lesbianas, gays, bisexuales y personas transgénero durante más de 30 años, dándoles una nueva visibilidad.

## Trayectoria
Biren asistió al Mount Holyoke College en South Hadley, Massachusetts, donde se licenció en ciencias políticas. Más tarde cursó un Master en Comunicación en la Universidad Americana de Washington D. C. Después de tres años de estudios de doctorado en la Universidad de Oxford, regresó a Estados Unidos, y mientras trabajaba en una tienda de fotografía y en un periódico de una ciudad pequeña, comenzó a aprender por sí misma las habilidades fotográficas que establecieron los cimientos de su futura carrera. 
Al poco de cumplir 20 años, Biren y otras mujeres, entre las que estaban la escritora Rita Mae Brown y la autora Charlotte Bunch, formaron el Furies Collective, un experimento radical en la organización separatista feminista lesbiana. Aunque el colectivo duró solo unos 18 meses, tuvo una profunda influencia en el pensamiento lésbico a través de su periódico, The Furies y otras publicaciones. Fue en este espacio en el que Biren comenzó a desarrollar sus conocimientos de fotografía. Tal y como expresó: "necesitaba ver imágenes de lesbianas".
Sus libros Eye to Eye: Portraits of Lesbians (1979) y Making a Way: Lesbians Out Front (1987) aportaron una visibilidad sin precedentes a la vida de las lesbianas. En 1997, la Universidad George Washington organizó una exposición retrospectiva del trabajo de Biren, Queerly Visible: 1971–1991, que posteriormente realizó una gira por el país. En 2011, el Museo Leslie Lohman de arte gay y lésbico organizó la exposición retrospectiva, "Lesbians Seeing Lesbians: Construyendo una comunidad en la fotografía feminista temprana".
Entre sus mentoras se encuentran Audre Lorde y Barbara Deming. Biren dijo: "Las observé, y leí lo que escribieron, y lo traduje a imágenes que necesitaba compartir lo más ampliamente posible". En su obra, Biren trató de romper con las tradicionales estructuras de poder asociadas con la fotografía. Prefería usar el término "musa" en lugar de "sujeto". Trataba de interactuar con sus "musas" en términos igualitarios. Si estaba fotografiando a una mujer desnuda, preguntaba si las mujeres querían que ella también estuviera desnuda.
En un esfuerzo por asegurar que las imágenes afirmativas y la autoexpresión positiva ocurrieran fuera de lo que ella consideraba lugares patriarcales tradicionales, Biren incluyó su trabajo en off our backs, una revista feminista radical estadounidense, en Washington Blade y en innumerables portadas de álbumes y libros.

## Carrera
Durante muchos años, Biren viajó por todo el país presentando sus proyecciones de diapositivas multiproyector y realizando talleres de fotografía. A principios de la década de 1990, pasó de las presentaciones de diapositivas a la realización de películas. Sus películas premiadas se han visto en el canal de Sundance y las emisoras públicas de radio y televisión. Es la presidenta de Moonforce Media, una compañía sin fines de lucro, que produce y distribuye películas y vídeos que desafían a trabajar por la justicia social y otorga el premio The Tee A. Corinne, una subvención anual para los creadores de medios lesbianos. 
Los documentos y materiales visuales de JEB se archivan permanentemente en la Colección Sophia Smith, la principal colección de historia de la mujer, en el Smith College. Muchas de sus fotografías se encuentran en la Biblioteca del Congreso de Estados Unidos en Washington D. C. Además, la Universidad George Washington alberga una colección de fotografías utilizadas en Queerly Visible: 1971–1991. 

De la historia oral de Joan Biren en la colección Rainbow History Project: 
"Lo mío era tomar fotos de las personas que otras personas no estaban tomando, para hacer visible lo que era invisible. Siempre trato de presentar toda la diversidad de nuestra comunidad. Eso es siempre muy en mi mente en todo mi trabajo. Lo que pasa con las Furias es que, por tan poco tiempo como existimos, tuvimos un gran impacto. La ideología fue muy influyente."
En 1995, Biren se convirtió en colaboradora del Women's Institute for Freedom of the Press (WIFP), una organización editorial estadounidense sin fines de lucro que trabaja para intensificar la comunicación entre las mujeres y conectar al público con formas de medios de comunicación basados en la mujer. 

## Obra
Entre las películas de Biren se incluyen No Secret Anymore: The Times of Del Martin y Phyllis Lyon; Removing the Barriers, que se utiliza para capacitar a los profesionales de la salud y así mejorar el servicio a las clientes lesbianas; Women Organize!; y Solidarity, Not Charity acerca de las actividades de ayuda en Nueva Orleans tras el huracán Katrina. Otra parte de su filmografía notable incluye: Lesbian Physicians on Practice, Patients and Power y For Love and For Life: The 1987 March on Washington for Lesbian and Gay Rights. La primera película aún se proyecta en las escuelas de medicina de todo el país y la última se ha emitido en la televisión pública. 
Biren produjo y escribió A Simple Matter of Justice (Un simple asunto de justicia), que documentó la marcha de 1993 en Washington para la liberación y los derechos de lesbianas, gays y bisexuales. La película, de una hora, recibió un gran reconocimiento y fue votada como "Mejor vídeo" en el Festival de Cine Reel Affirmations de Washington D. C. Para producir esta pieza, Biren instaló un conmutador de seis cámaras en vivo que emitía simultáneamente imágenes en pantallas gigantes ubicadas en el National Mall y en todo el mundo.